# العركوب (الجعيدات)
العركوب هي إحدى مشيخات المملكة المغربية، تتبع جغرافيا لإقليم الرحامنة وإداريًا لالجعيدات. يقدر عدد سكانها بـ 16361 نسمة حسب الإحصاء الرسمي للسكان والسكنى لسنة 2004.